# NEU1
NEU1 (англ. Neuraminidase 1) – білок, який кодується однойменним геном, розташованим у людей на короткому плечі 6-ї хромосоми. Довжина поліпептидного ланцюга білка становить 415 амінокислот, а молекулярна маса — 45 467.
| 10         |  | 20         |  | 30         |  | 40         |  | 50         |
| ---------- |  | ---------- |  | ---------- |  | ---------- |  | ---------- |
| MTGERPSTAL |  | PDRRWGPRIL |  | GFWGGCRVWV |  | FAAIFLLLSL |  | AASWSKAEND |
| FGLVQPLVTM |  | EQLLWVSGRQ |  | IGSVDTFRIP |  | LITATPRGTL |  | LAFAEARKMS |
| SSDEGAKFIA |  | LRRSMDQGST |  | WSPTAFIVND |  | GDVPDGLNLG |  | AVVSDVETGV |
| VFLFYSLCAH |  | KAGCQVASTM |  | LVWSKDDGVS |  | WSTPRNLSLD |  | IGTEVFAPGP |
| GSGIQKQREP |  | RKGRLIVCGH |  | GTLERDGVFC |  | LLSDDHGASW |  | RYGSGVSGIP |
| YGQPKQENDF |  | NPDECQPYEL |  | PDGSVVINAR |  | NQNNYHCHCR |  | IVLRSYDACD |
| TLRPRDVTFD |  | PELVDPVVAA |  | GAVVTSSGIV |  | FFSNPAHPEF |  | RVNLTLRWSF |
| SNGTSWRKET |  | VQLWPGPSGY |  | SSLATLEGSM |  | DGEEQAPQLY |  | VLYEKGRNHY |
| TESISVAKIS |  | VYGTL      |  |            |  |            |  |            |

A: Аланін

C: Цистеїн

D: Аспарагінова кислота

E: Глутамінова кислота

F: Фенілаланін

G: Гліцин

H: Гістидин

I: Ізолейцин

K: Лізин

L: Лейцин

M: Метіонін

N: Аспарагін

P: Пролін

Q: Глутамін

R: Аргінін

S: Серин

T: Треонін

V: Валін

W: Триптофан

Кодований геном білок за функціями належить до гідролаз, глікозидаз, фосфопротеїнів. 
Задіяний у таких біологічних процесах, як метаболізм ліпідів, деградація ліпідів, вуглеводний обмін. 
Локалізований у клітинній мембрані, мембрані, цитоплазматичних везикулах, лізосомі.